# ناحیه بنی سلیمان
ناحیه بنی سلیمان (به عربی: دائرة بنی سلیمان) یک ناحیه در الجزایر است که در استان مدیه واقع شده‌است.